# Sværm (eksperimentalfilm)
|  | Denne artikel er oprettet af botten Steenthbot ud fra en ekstern database. Den kan derfor have sproglige fejl eller mangler. Denne skabelon kan fjernes efter kontrol af indholdet. |

Sværm er en dansk eksperimentalfilm fra 1992 instrueret af Jens Wille og Simon K. Boberg efter deres manuskript.

## Handling
Vi sværmer om hinanden uden at turde indlede den kontakt, vi så febrilsk ønsker at opnå. Derved skaber vi mønstre, der knytter os sammen, men samtidigt låser os fast i hver vores 'lag' af uforløst længsel. Ved scratch og keyteknik bringer videoen disse lag af længsel sammen, og forsøger samtidigt at bryde ud af mønstrene. Noget flygter i græsset... (?Schade!!)